# Rainer Hanschke
Rainer Hanschke (n. 22 decembrie 1951, Finsterwalde, Brandenburg, Germania) este un gimnast artistic ce a reprezentat Germania, medaliat olimpic. A participat la o ediție a Jocurilor Olimpice (1976) în care a câștigat o medalie de bronz.

## Participări
Lista de mai jos prezintă principalele competiții la care a participat Rainer Hanschke de-a lungul carierei.
- gymnastics at the 1976 Summer Olympics – men's artistic team all-around[*]